# الحمه العليا (السوادية)

تعديل مصدري - تعديل

الحمه العليا هي إحدى قرى عزلة ال منصور بني وهب بمديرية السوادية التابعة لمحافظة البيضاء، بلغ تعداد سكانها 25 نسمة حسب تعداد اليمن لعام 2004.